# TsiLang Components Suite
TsiLang Components Suite — мощный и простой в использовании инструмент для интернационализации приложений, ориентированный на разработчиков, использующих Delphi, C++ Builder или Kylix.
Утилита работает под управлением 32-битных и 64-разрядных операционных систем Microsoft Windows.

## Описание
Компания SiComponents предлагает мощный набор компонентов для создания приложений с многоязычным интерфейсом. Утилита может пригодиться как независимым разработчикам программного обеспечения, так и компаниям, в числе которых присутствуют такие, как Sony, Siemens, Bayer, SBF Bourse de Paris и многие другие.
Утилита предоставляет поддержку неограниченного добавления количества языков в программный продукт, при создании полностью локализированных программ, способна перевести даже системные диалоги. Все переводы можно запускать и переключать между собой в design time без перекомпиляции и запуска программы, что в значительной степени экономит массу времени.
Ко всему прочему, компания SiComponents предлагает любому желающему бесплатное тестирование библиотеки компонентов неограниченное количество времени.

## Возможности
Возможности программы, заявленные на официальном сайте:
- Поддержка Unicode.
- Переключение языка во время выполнения и во время проектирования.
- Отсутствие дополнительных файлов и баз данных.
- IntraWeb приложения.
- Полное управление процессом перевода проекта во время проектирования (design time).
- Полное управление переключением языков.
- Удобное управление репозиторием переводов.
- Построение «легких» и «само-переводящихся» приложений.
- Переводимые свойства.
- Перевод всех стандартных системных диалогов.
- Поддержка Kylix.
- Включенные в дистрибутив несколько примеров с исходными кодами.